# Aggtelek
Aggtelek [ˈɒkːtɛlɛk] ist eine ungarische Gemeinde im Kreis Putnok im Komitat Borsod-Abaúj-Zemplén.

## Geografische Lage
Aggtelek liegt in Nordungarn, 45 Kilometer nordwestlich der Stadt Miskolc, einen Kilometer von der  slowakischen Grenze entfernt. In der Nähe befindet sich ein Eingang zu den Baradla-Höhlen, die zu den schönsten Tropfsteinhöhlen des Landes zählen. Nachbargemeinden im Umkreis von fünf Kilometern sind Jósvafő und Trizs. Jenseits der slowakischen Grenze befindet sich der Eingang zur Domica-Tropfsteinhöhle auf dem Gebiet der Gemeinde Kečovo, die unterirdisch mit den Baradla-Höhlen verbunden ist. 
Die nächstgelegene Stadt Szendrő liegt ungefähr 20 Kilometer südöstlich.

## Geschichte
Das Gebiet soll seit der Urzeit bewohnt gewesen sein. Nachdem die Mongolen das Gebiet verlassen hatten, war es für lange Zeit unbewohnt. Erstmals wurde Aggtelek 1295 mit dem Namen „Ogogteluk“ erwähnt.
Im Jahre 1858 wurde das Gebiet durch ein Großfeuer zerstört. Während des Zweiten Weltkrieges verursachte die in der Nähe verlaufende Front große Zerstörungen.
Im Jahr 1913 gab es in der damaligen Kleingemeinde 136 Häuser und 555 Einwohner auf einer Fläche von 4061 Katastraljochen. Sie gehörte zu dieser Zeit zum Bezirk Tornalja im Komitat Gömör és Kishont.
Dank seiner Umgebung genießt Aggtelek einen hohen Stellenwert im Tourismus. Der Aggteleker Karst und die Baradla-Domica-Tropfsteinhöhle zählen zum Weltnaturerbe der UNESCO.

## Gemeindepartnerschaften
- Monastero di Lanzo, Italien
- Hrušov (Rožňava), Slowakei

## Sehenswürdigkeiten
- Baradla-Höhlen, verbunden mit der Domica-Höhle in der Slowakei (Baradla-Domica-Höhlensystem)
- Friedhof mit Gedenkstelen (Fejfamúzeum és Kopjafa Emlékpark)
- Glockenturm der reformierten Kirche (Harangtorony), erbaut 1804
- Heimatmuseum (Tájház)
- Nationalpark Aggtelek
- Römisch-katholische Kapelle Nagyboldogasszony
- Reformierte Kirche, ursprünglich im 13. Jahrhundert erbaut, 1785 erweitert und umgebaut
- Sándor-Petőfi-Kulturhaus (Petőfi Sándor Művelődési Ház)

## Verkehr
Durch Aggtelek verläuft die Landstraße Nr. 5603. Von dieser führt in nordwestlicher Richtung die Nebenstraße Nr. 26104 zur slowakischen Grenze. Der nächstgelegene Bahnhof befindet sich östlich in Perkupa.

## Bilder

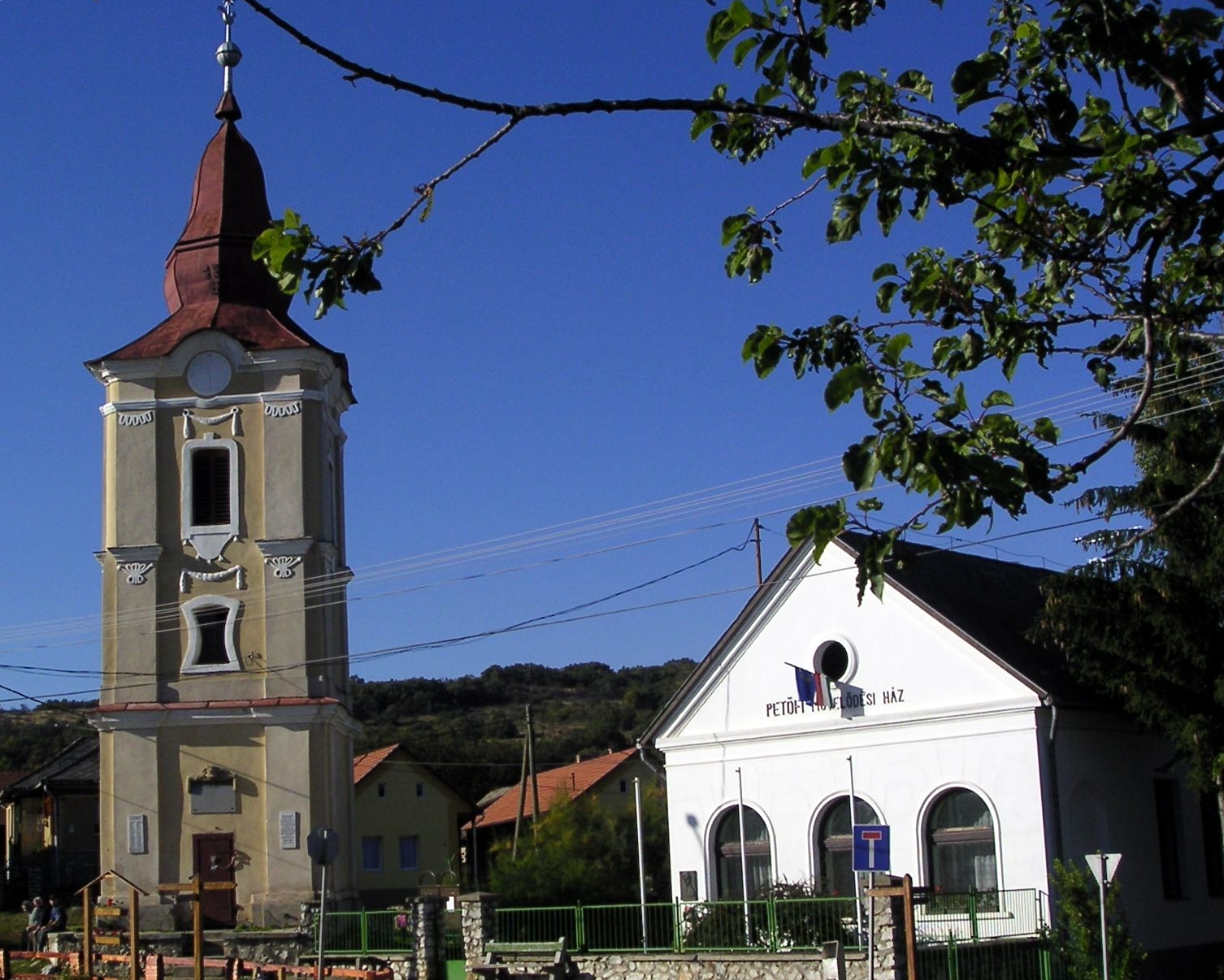
Glockenturm und Sándor-Petőfi-Kulturhaus
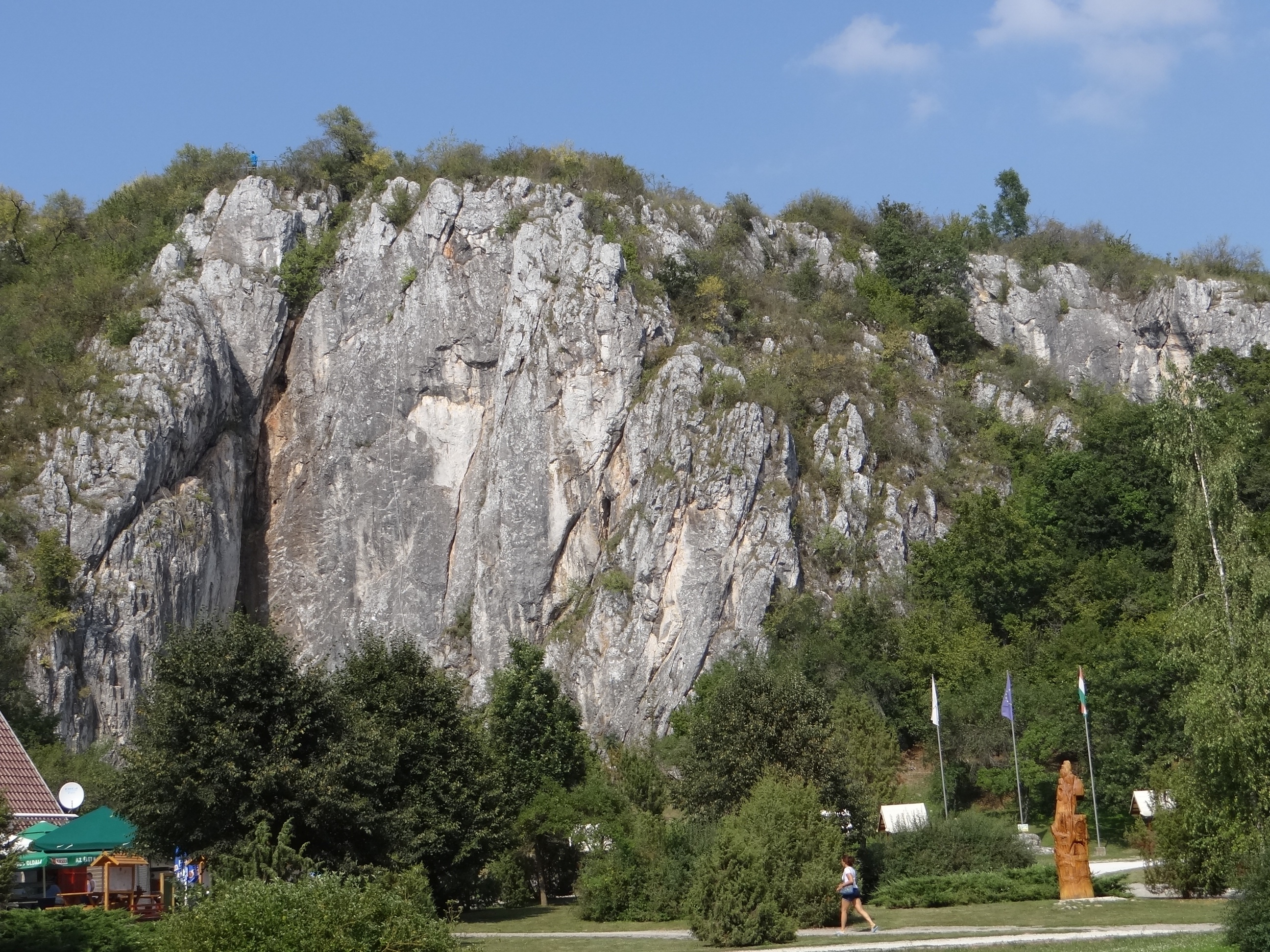
Aggtelek Karst
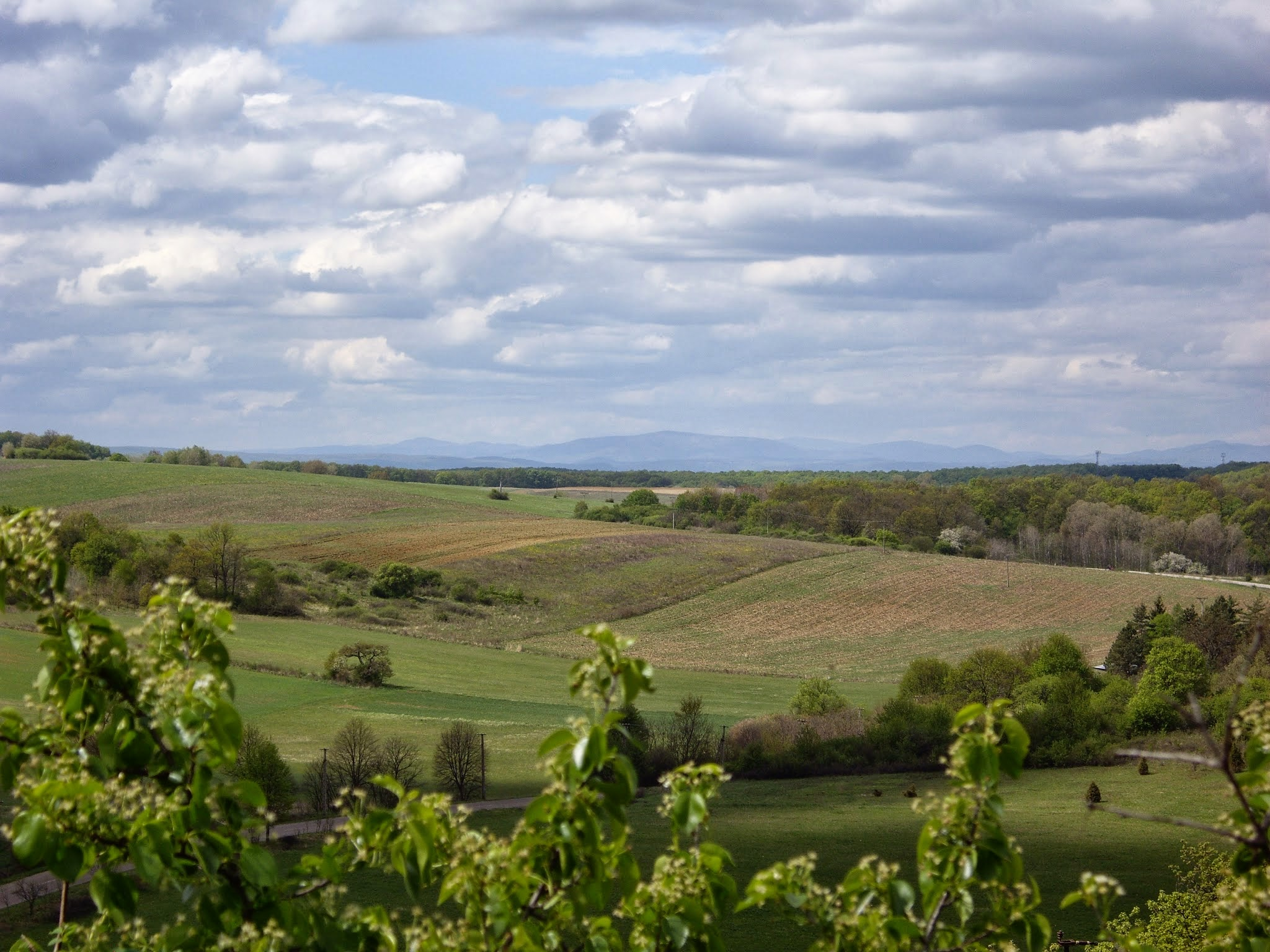
Landschaft um Aggtelek